# Krista Kajar
Krista Kajar (mit bürgerlichem Namen Eha Pirso, * 31. August 1943 in Pärnu; † 26. November 2013 in Tallinn) war eine estnische Schriftstellerin.

## Leben
Krista Kajar legte 1962 ihr Abitur ab und schrieb sich 1963 an der Universität Tartu ein. Als Externe machte sie hier 1972 ihren Abschluss in Estnischer Philologie. Danach arbeitete sie bis 1981 als Sprachredakteurin im Ministerium für Transportwesen der Estnischen SSR. Später war sie eine Zeitlang freiberufliche Schriftstellerin. Ab 1985 arbeitete sie an einem Lehrerfortbildungsinstitut.

## Werk
Krista Kajar debütierte in den 1960er-Jahren in verschiedenen Zeitschriften, aber ihre erste Gedichtsammlung erschien erst 1982. Vorher hatte sie das Science-Fiction-Schauspiel Suur eksperiment ('Das große Experiment') veröffentlicht, das jedoch trotz positiver Bewertungen weitgehend unbeachtet blieb und nicht inszeniert wurde. Danach veröffentlichte Kajar nur noch zwei weitere Bücher, so dass sie als Autorin keine besonders große Bekanntheit erlangte.
Krista Kajar war jedoch eine wichtige Autorin in den Selbstverlagsalmanachen, die während der Sowjetzeit in Estland erschienen. Hier veröffentlichte sie zum Teil Gedichte unter dem Pseudonym Raja Teele, einer Protagonistin aus Oskar Luts’ berühmten Roman Frühling (1912). 1968 formulierte die Autorin in einem Gedicht, das in dem Almanach Marm erschien, den Generationenkonflikt, der die „Parallelität der Entwicklungen und Stimmungen diesseits und jenseits des Eisernen Vorhangs“ deutlich machte:
Wir
     sind nicht schuld
          an unserer Geburt
Unser Jahrhundert
      haben
          wir uns nicht ausgesucht.
Selbst
      haben
          wir uns keine Namen gegeben.
Wer hat uns
      überhaupt
          hierher gebeten?
Unser Erbe sind
      die Ideale der Väter,
unsere Bürde
      sind ihre
          Heldentaten.

## Trivia
In der Zeitschrift Estonia erschien 1988 eine englische Übersetzung eines Gedichts von Krista Kajar, das zuvor in Looming (6/1987, S. 790) erschienen war. Übersetzer war der spätere Präsident von Estland, Toomas Hendrik Ilves.

## Werke
- Omaenese ukseni. Luulet 1965 1980 („Bis zur eigenen Tür. Dichtung 1965–1980“). Tallinn: Eesti Raamat 1982. 51 S.
- Üle halja jõe („Über den grünen Fluss“). Tallinn: Eesti Raamat 1983. 176 S.
- Ühe keelega viiul. Luulet 1966 1986 („Die einsaitige Violine. Dichtung 1966–1986“). Tallinn: Eesti Raamat 1989. 95 S.